# Adolphe-Henri Charoulet
Adolphe-Henri Charoulet est un homme politique français né le 15 février 1870 à Charleville (Ardennes) et mort le 1er octobre 1936 à Saint-Émilion (Gironde).

## Biographie
Viticulteur, il est président du tribunal de commerce de Libourne.
Conseiller municipal de Saint-Émilion, il est député de la Gironde de 1924 à 1928, siégeant sur les bancs radicaux. 

### Sources
- « Adolphe-Henri Charoulet », dans le Dictionnaire des parlementaires français (1889-1940), sous la direction de Jean Jolly, PUF, 1960 [détail de l’édition]